# Space Truckin’
Space Truckin’ ist ein Song der britischen Rockband Deep Purple. Er wurde im Jahre 1972 veröffentlicht und beschließt ihr sechstes Studioalbum Machine Head. Das ebenfalls auf dem Livealbum Made in Japan veröffentlichte Lied zählt zu den bekanntesten Stücken der Band, und wurde 2003 im Buch The Top 500 Heavy Metal Songs of All Time gelistet.

## Aufbau
Space Truckin’ basiert auf einer verlangsamten Version des Speed King-Riffs, und vereint Deep Purples Hardrockwurzeln mit einem soliden Beatfundament und einem erdigen Bluesfeeling. Für den Song charakteristisch ist seine instrumentale Nüchternheit und die von Ian Paice gespielten „klirrenden Schläge“ und Breaks. Das Refrainriff wurde von Ritchie Blackmore in Anlehnung an die Titelmelodie aus der Batman-Fernsehserie nachempfunden. Der Songtext wiederum zeigt den „Comic-Humor“ Ian Gillans, der hier vom Alltag eines Weltraumfernfahrers zwischen planetaren Raststätten erzählt. Charakteristisch hierfür ist der gellende Schrei Come on Gillans und das diesem Schrei nachempfundene Bassmuster Roger Glovers. Der textliche Refrain hat ebenso das von Gillan geschriene Yeah, yeah, yeah, let’s go Space Truckin’ zum einprägenden Merkmal.

## Liveperformance
Live ersetzte Space Truckin’ den älteren Song Mandrake Root, der seit dem Jahre 1968 als „Aggressivteil“ und als typische Basis für ausufernde „Live-Duelle“ zwischen Jon Lord und Ritchie Blackmore diente. Seine Übernahme ins Liveprogramm erfolgte unter Beibehaltung eines größeren Improvisationsteil von Mandrake Root.
Im  allgemeinen dauerte Space Truckin’ bei einem Deep-Purple-Konzert länger als 20 Minuten und wurde am Ende des Sets gespielt. Eine Liveversion von Space Truckin’ erschien 1972 auf dem Album Made in Japan. Neben seinen druckvollen und reißend gespielten Instrumentalpassagen zeigt Space Truckin’ auch filigran gespielte Soli, so von Jon Lord, und eine Abwandlung eines Cellosolos aus dem Song Fools von Ritchie Blackmore.
Seine rohe und ungezügelte Energie zeigt sich auch bei einer Livedarbietung aus dem Jahre 1974, dem California Jam, als Ritchie Blackmore eine Gitarre in den Bühnengraben schleuderte, eine weitere auf einer Fernsehkamera zerschlug und zum Ende des Songs die Verstärker in Brand setzte und so eine Detonation auslöste, die die Bühne zum Beben brachte. Hierbei wurde Ian Paices Brille weggeschleudert, sehbeeinträchtigt hämmerte er wild um sich herumschlagend das Ende des Songs ein. Auch Jon Lord, hinter seiner Orgel stehend, am anderen Ende der Bühne kam ins Wanken. Blackmore selbst wurde auf den vorderen Bühnenrand geblasen, seine Haare fingen Feuer. Nach der Beendigung des Konzerts gingen sofort Schadenersatzklagen auf die beiden Deep-Purple-Manager Tony Edwards und John Coletta ein. Blackmore konnte sich seiner drohenden Verhaftung entziehen, indem er mit einem Hubschrauber ins Hotel und von dort mit einer Limousine nach Los Angeles gebracht wurde.
Nach dem Ausstieg von Ritchie Blackmore wurde Space Truckin’ im Jahre 1975 aus dem Liveprogramm genommen. Im Jahre 1980 erlebte der Song eine unerfreuliche Wiederauferstehung als er gemeinsam mit anderen Deep-Purple-Klassikern von Rod Evans neugegründeter Band Deep Purple in den USA beinahe bis zur Unkenntlichkeit entstellt wurde.
Bei ihrer Reunion im Jahre 1984 wurde Space Truckin’ als Standardnummer erneut in Deep Purples Liveprogramm übernommen, in dem er noch heute aufgeführt wird.

## Coverversionen und Soundtrack
- Space Truckin’ wurde von diversen Bands aus dem Genre des Thrash Metal, wie Overkill (auf dem Album Coverkill) und Vengeance Rising, sowie andere Metal- und Rockbands wie Iron Maiden (auf dem Album Re-Machined: A Tribute to Deep Purple's Machine Head), Dream Theater (auf ihrem Made-in-Japan-Tributalbum), Ministry (auf ihrem Album  Cover Up), Arjen Lucassens Musikprojekt Star One, Cactus Jack (auf ihrem Deep-Purple-Tribute-Album), Tesla, Johnny Winter, Phish und Swamp Candles, die das Stück beim Blue World Order in der Fernsehshow Extreme Championship Wrestling spielten, gecovert. 2011 wurde Space Truckin’ auf William Shatners Album Seeking Major Tom veröffentlicht.
- 2009 wurde der Song auf Guitar Hero: Van Halen herausgegeben.
- Der Song wurde im Spielfilm Dogtown Boys sowie im Computerspiel Rock Band Series benutzt.